# Lydie Saki
Abié Lydie Saki (née le 22 décembre 1984 à Lakota, Sud-Bandama) est une footballeuse internationale ivoirienne. Elle évolue au poste de gardienne de but.

## Carrière

### En club
Saki commence sa carrière dans son pays natal au Lakota FC, dans la province du sud-bandama. En 2002, elle quitte le club de sa ville natale, et s'engage en faveur de l'AS Divo, pour embrasser une carrière professionnelle. Elle passe trois ans dans ce club en deuxième division, avant de s'engager en première division avec le club de la Juventus de Yopougon.

### En équipe nationale
Saki participe avec l'équipe de Côte d'Ivoire à la Coupe du monde 2015 organisée au Canada. Lors du mondial, elle ne joue aucun match.
Elle participe également à la Coupe d'Afrique des nations en 2012 et en 2014.

## Palmarès
- Troisième de la Coupe d'Afrique des nations en 2014 avec l'équipe de Côte d'Ivoire